# روش تجزیه و تحلیل در موازنه معماری

روش تجزیه و تحلیل در موازنه معماری

روش تجزیه و تحلیل در موازنه معماری(به انگلیسی: Architecture tradeoff analysis method) یا به اختصار، ای-تی-ای-ام تکنیک کاهش خطر برای فرایند توسعه نرم‌افزار است که توسط مؤسسه مهندسی نرم‌افزار در دانشگاه کارنگی ملون ایجاد و توسعه یافت.